# Nina Tjeremisina
Nina Tjeremisina (ryska: Ни́на Ви́кторовна Череми́сина), född den 14 december 1946 i Pskov i Ryssland, är en sovjetisk roddare.
Hon tog OS-brons i fyra med styrman i samband med de olympiska roddtävlingarna 1980 i Moskva.